# Sultanspalast (Sansibar)
Der Sultanspalast (arabisch بيت الساحل) ist der ehemalige Hauptpalast des Sultans im Sultanat Sansibar, dem heutigen tansanischen Teilstaat Sansibar an der Mizingani Uferpromenade.

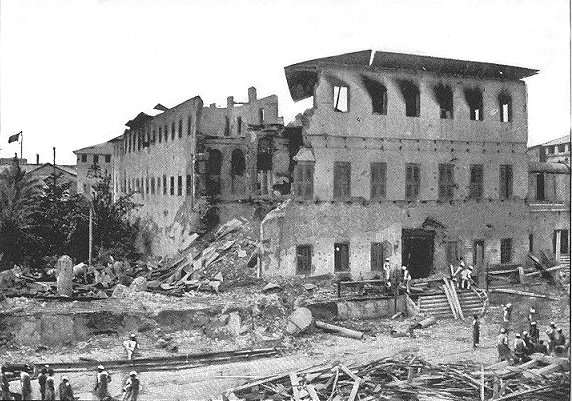
Der von britischen Kriegsschiffen 1896 zerstörte Sultanspalast

Der heutige Palast steht auf den Grundmauern des zwischen 1827 und 1834 für Said ibn Sultan gebauten Sultanspalast. Dieser wurde am 27. August 1896 im sogenannten Britisch-Sansibarischer Krieg von britischen Kriegsschiffen weitgehend zerstört. Der Krieg ging mit 38 Minuten als kürzester Krieg der Weltgeschichte in das Guinness-Buch der Rekorde ein. Der heutige dreistöckige Palast mit Zinnen im omanischen Stil wurde Ende des 19. Jahrhunderts wieder aufgebaut und erweitert. Unter Chalifa ibn Harub ibn Thuwaini wurde der Palast erneut erweitert. Unweit befindet sich eine weitere ehemaligen Sultansresidenz, dem Haus der Wunder.   
Nach der Revolution in Sansibar 1964 wurde der Palast in People’s Palace, Palast des Volkes, umbenannt und als Regierungssitz genutzt. Seit 1994 dient der Palast als Standort eines Museums.